# Spermophilus pallidicauda
Spermophilus pallidicauda е вид бозайник от семейство Катерицови (Sciuridae).

## Разпространение
Видът е разпространен в Китай (Вътрешна Монголия и Гансу) и Монголия.